# Wapen van Scharnegoutum

Wapen van Scharnegoutum

Het wapen van Scharnegoutum is het dorpswapen van het Nederlandse dorp Scharnegoutum, in de Friese gemeente Súdwest-Fryslân. Het wapen werd in 1989 geregistreerd.

## Beschrijving
De blazoenering van het wapen luidt als volgt:
In azuur een versmalde golvende dwarsbalk van zilver; over alles heen een vijfpuntige ster van goud; en een schildhoofd van goud, beladen met een uit de delingslijn komende dubbele adelaarskop van sabel, gebekt en getongd van keel.
De heraldische kleuren zijn: azuur (blauw), zilver (zilver), goud (goud),  sabel (zwart) en keel (rood).

## Symboliek
- Ster: verwijst naar het Sneker Vijfga, een verbond tussen de dorpen Gauw, Goënga, Loënga, Offingawier en Scharnegoutum om elkaar en de stad Sneek te helpen.[3]
- Dwarsbalk: duidt op de Zwette, een vaart door het dorp die ook deel uitmaakt van de Elfstedentocht.[3]
- Schildhoofd: de dubbelkoppige adelaar is ontleend aan een gedenksteen die in 1555 in de toren van de kerk van Scharnegoutum is ingemetseld. Deze steen toont het wapen van Keizer Karel V met een keten van de Orde van het Gulden Vlies.[3]
- Kleurstelling: ontleend aan het wapen van Wymbritseradeel, de gemeente waar het dorp eertijds deel van uitmaakte.[3]

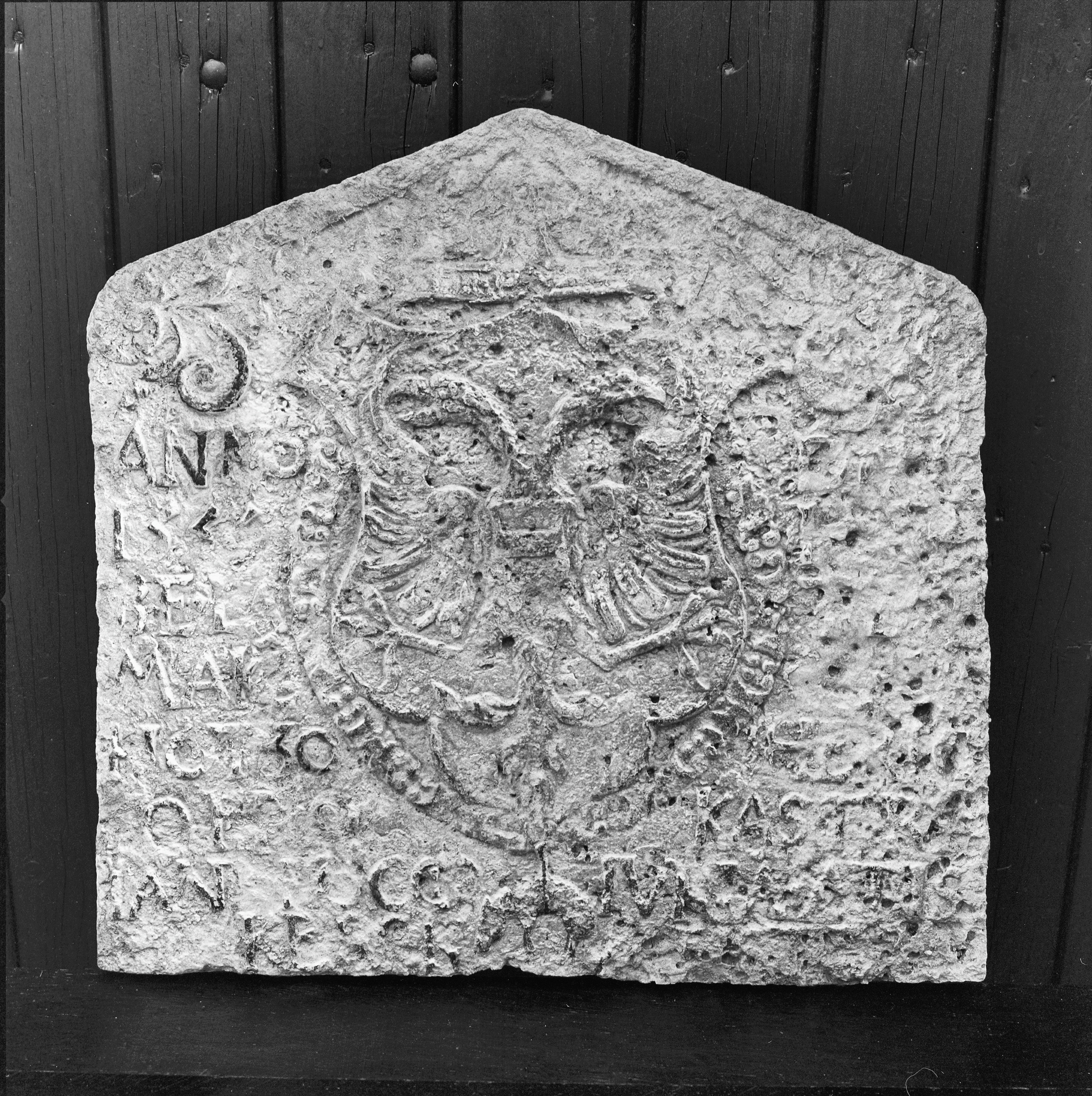
De gedenksteen uit 1555.
Het wapen van Wymbritseradeel.

## Zie ook

Vlag van Scharnegoutum